# Tripneustes parkinsoni
Espèce
Tripneustes parkinsoni est une espèce éteinte d'oursins (échinodermes) de la famille des Toxopneustidae et du genre Tripneustes.

## Stratigraphie
Il est présent au Miocène tout particulièrement de l'Aquitanien au Langhien, principalement dans le sud de la France.

## Systématique
L'espèce Tripneustes parkinsoni a été décrite par le naturaliste américano-suisse Louis Agassiz en 1847.